# Кеббі
Кеббі (англ. Kebbi) — штат на північному сході Нігерії. Адміністративний центр — місто Бірнін-Кеббі. Виділено зі штату Сокото в 1991 році.

## Адміністративний поділ
Адміністративно штат ділиться на 21 територію місцевого управління:
| - Альєро - Арева-Данді - Аргунду - Аугі - Багудо - Бірнін-Кеббі - Бунза | - Данді - Факай - Гванде - Джега - Калго - Коко/Бесе - Маяма | - Нгаскі - Сакага - Шанга - Суру - Васагу - Яурі - Зуру |